# Luc-Augustin Bacqua
Luc-Augustin Bacqua (logis de la Gerbaudière (Le Tablier), 29 novembre 1757 - Nantes, 1er avril 1814), est un chirurgien de marine français, célèbre pour avoir réussi le 25 avril 1797 la première césarienne n'entrainant pas la mort de l'opérée.

## Biographie
Fils de Pierre Louis Bacqua, sieur de la Pommeraie, fermier de la Gerbaudière, et de Marie Louise Ruchaud, il fait des études de chirurgie à Nantes puis à Paris avant de s'engager dans la Marine royale, en février 1779 comme chirurgien de levée. En octobre, il part sur la Bretagne de Louis Charles du Chaffault de Besné et passe en mars 1781 sur le Scipion dans l'escadre envoyée en Amérique sous les ordres de de Grasse. Il participe ainsi à la bataille de la baie de Chesapeake (5 septembre 1781), à la bataille des Saintes (12 avril 1782) et à celle de Saint-Domingue (17 octobre 1782) pendant laquelle le Scipion résiste victorieusement aux navires britanniques London et Torbay.
En 1784, Bacqua revient en France et est nommé deuxième chirurgien à Nantes. En 1789, devenu premier chirurgien de l'Hôtel-Dieu de Nantes, il se fait connaître pour ses réussites opératoires. 
Soupçonné avec Pierre Lévêque, hydrographe, d'avoir favorisé l'évasion de l'hôpital de Nantes de René Augustin Guy Guerry, commandant insurgé de Tiffauges, il est emprisonné sur décision du 22 août 1793 du Tribunal criminel révolutionnaire de Nantes, présidé par François Louis Phelippes-Tronjolly . Il est libéré sur les instances de ses collègues.
Le 25 avril 1797 il parvient à réaliser la première césarienne n'entrainant pas la mort de l'opérée. Le 6 août, une deuxième opération sur la même femme est un succès.
Félicité par Jean-Louis Baudelocque, récompensé par la médaille d'or de la Société de médecine, il meurt à Nantes le 1er avril 1814.
Une rue de Nantes a été nommée en son honneur.